# Ullevi
Az Ullevi egy labdarúgó-stadion  Göteborgban, Svédországban.
Az 1958-as labdarúgó-világbajnokság és az 1992-es labdarúgó-Európa-bajnokság egyik helyszíne volt. Befogadóképessége 43 000 fő számára biztosított.

## Története
A stadion az 1958-as labdarúgó-világbajnokságra épült és 1958. május 29-én nyitották meg az érdeklődők előtt. 
A stadion eddigi történelme során számos sporteseménynek adott otthont. Itt rendezték az 1995-ös atlétikai világbajnokságot, a 2006-os atlétikai Európa-bajnokságot, a Kupagyőztesek-Európa-kupájának döntőjét 1983-ban és 1990-ben, az 1992-es Európa-bajnokság és a 2004-es UEFA-kupa döntőjét. 
Az IFK Göteborg is itt játszotta az 1982-es és az 1987-es UEFA-kupa döntőit. 
A stadion befogadóképessége 43,000 fős, ezzel az egyik legnagyobb létesítménynek számít az Észak-európai térségben.

## Események

### KEK-döntők
| Dátum       | Pályaválasztó | Eredmény   | Vendég      | Döntő | Nézők  |
| ----------- | ------------- | ---------- | ----------- | ----- | ------ |
| 1983.05.11. | Aberdeen      | 2–1 (h.u.) | Real Madrid | Döntő | 17 804 |
| 1990.05.09. | Sampdoria     | 2–0 (h.u.) | Anderlecht  | Döntő | 20 103 |

### UEFA-kupa-döntők
| Dátum       | Pályaválasztó | Eredmény | Vendég              | Döntő | Nézők  |
| ----------- | ------------- | -------- | ------------------- | ----- | ------ |
| 1982.05.05. | IFK Göteborg  | 4–0      | Hamburg             | Döntő | 42 548 |
| 1987.05.06. | IFK Göteborg  | 2–1      | Dundee United       | Döntő | 50 023 |
| 2004.05.19. | Valencia CF   | 2–0      | Olympique Marseille | Döntő | 39 000 |

### 1958-as világbajnokság
| Dátum       | Időpont UTC+1 | Pályaválasztó | Eredmény | Vendég      | Forduló     | Nézők  |
| ----------- | ------------- | ------------- | -------- | ----------- | ----------- | ------ |
| 1958.06.08. | 19.00         | Szovjetunió   | 2–2      | Anglia      | 4. csoport  | 49 348 |
| 1958.06.11. | 19.00         | Brazília      | 0–0      | Anglia      | 4. csoport  | 40 895 |
| 1958.06.15. | 19.00         | Brazília      | 2–0      | Szovjetunió | 4. csoport  | 50 928 |
| 1958.06.19. | 19.00         | Brazília      | 1–0      | Wales       | Negyeddöntő | 25 923 |
| 1958.06.24. | 19.00         | Svédország    | 3–1      | NSZK        | Elődöntő    | 49 471 |

### 1992-es Európa-bajnokság
| Dátum       | Időpont UTC+2 | Pályaválasztó | Eredmény       | Vendég      | Forduló    | Nézők  |
| ----------- | ------------- | ------------- | -------------- | ----------- | ---------- | ------ |
| 1992.06.12. | 17.15         | Hollandia     | 1–0            | Skócia      | 2. csoport | 35 720 |
| 1992.06.15. | 20.15         | Hollandia     | 0–0            | FÁK         | 2. csoport | 34 400 |
| 1992.06.18. | 20.15         | Hollandia     | 3–1            | Németország | 2. csoport | 37 725 |
| 1992.06.22. | 20.15         | Hollandia     | 2–2 (b.u. 4–5) | Dánia       | Elődöntő   | 37 450 |
| 1992.06.26. | 20.15         | Dánia         | 2–0            | Németország | Döntő      | 37 800 |